# Discurso da Casa Dividida

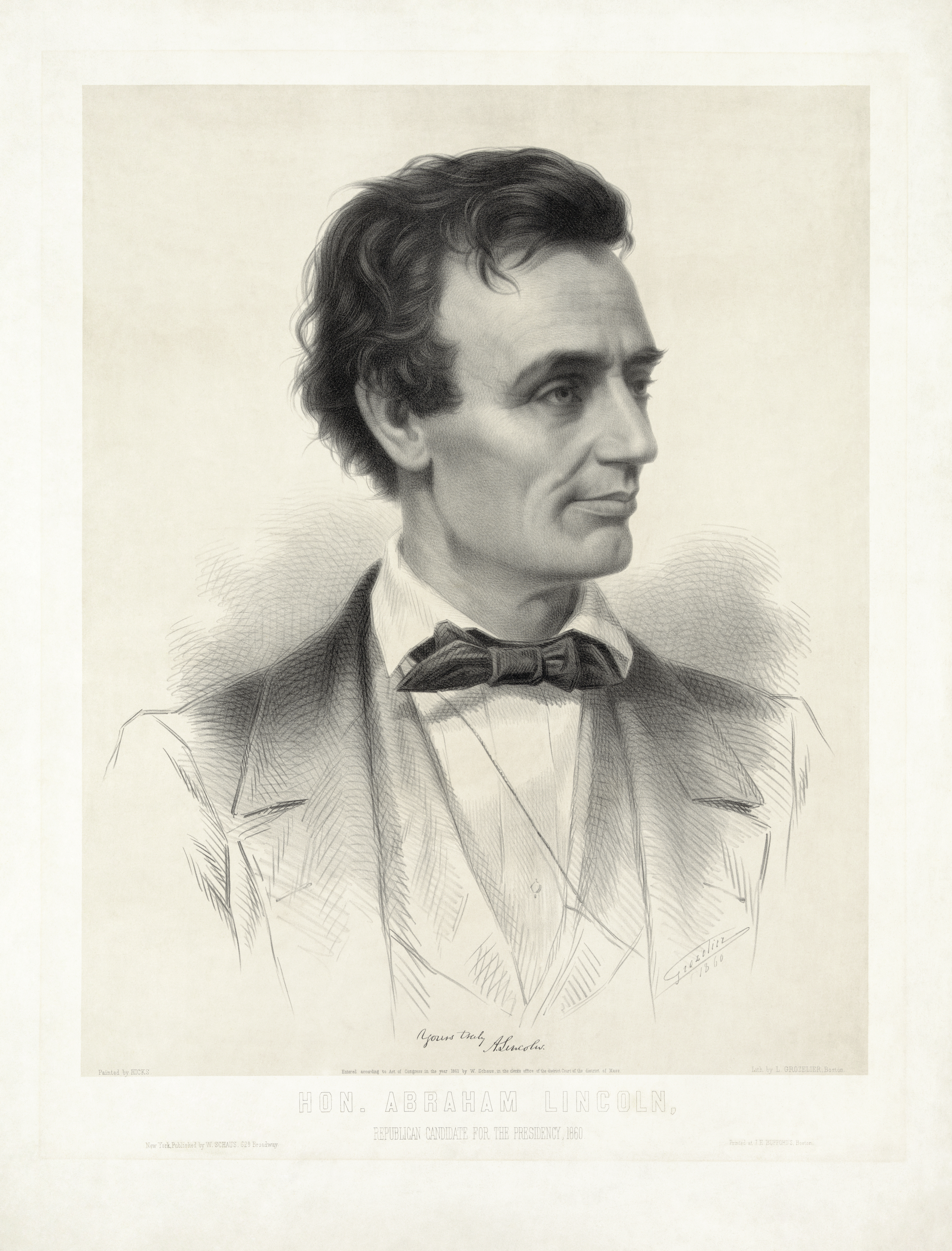
Lincoln em ilustração de 1860: o discurso da "Casa Dividida" é uma das suas mais famosas preleções.

O discurso da Casa Dividida foi proferido por Abraham Lincoln (que mais tarde viria a se tornar Presidente dos Estados Unidos) em 16 de junho de 1858, em Springfield, ao aceitar a indicação do Partido Republicano de Illinois para concorrer ao Senado. O discurso tornou-se a base de sua campanha contra Stephen A. Douglas, com quem debateu antes das eleições, e por quem foi ao final derrotado na disputa pelo senado.
A preleção de Lincoln tornou-se uma duradoura imagem do perigo da desunião provocada pela escravidão, e serviu de comunhão para os republicanos dos estados nortistas. Junto aos discursos de Gettysburg e de sua segunda posse, formam suas três mais importantes e conhecidas preleções.
O centro da fala de Lincoln, e que dá nome a ela, é uma citação do Novo Testamento, Livro de Mateus, 12:25, que reza "Todo reino dividido contra si mesmo é devastado; e toda cidade ou casa, dividida contra si mesma não subsistirá". Ao falar que "uma casa dividida contra si mesma não pode permanecer" o político estava se referindo à divisão da nação norte-americana em estados libertários e escravocratas. Oito anos antes deste discurso, durante o debate no Senado sobre o Compromisso de 1850, Sam Houston já havia proclamado: "Uma nação não pode ficar dividida contra si mesma".

## Conteúdo
Nesta preleção Lincoln ataca seu adversário, o Juiz Douglas, de modo bastante direto. Lembrando que os democratas aludiam que seu candidato era um grande homem, ao passo em que entre os republicanos o maior junto a ele era pequeno, Lincoln conclui que "antes um cachorro vivo do que um leão morto", e que Douglas, se não era um leão morto, estava enjaulado e desdentado.
A passagem mais conhecida do discurso é:

"Uma casa dividida contra si mesma não pode permanecer". Eu acredito que este governo não pode suportar, permanentemente, ser metade escravo e metade livre. Eu não espero a divisão da União - Eu não espero ver a casa cair - mas espero que ela deixe de ser dividida. Ela terá que se tornar toda uma coisa ou outra.
Ou os adversários da escravidão irão deter a propagação da mesma, e a opinião pública deve repousar na crença de que deva ser extinta definitivamente, ou seus defensores irão estendê-la adiante, até que ela se torne legal em todos os Estados, velhos ou novos - Norte como no Sul.— Abe Lincoln, 1858.
Mais adiante, Lincoln adverte: "Se desde o primeiro momento conseguimos determinar onde nos encontramos e aonde nos dirigimos, poderemos julgar muito melhor o que temos de fazer e como fazê-lo".
A preleção ataca frontalmente duas decisões que foram habilmente adiadas para depois das eleições presidências que conduziram James Buchanan à presidência: o Ato de Kansas-Nebraska (ali chamado de "Ato de Nebraska", somente) e a Decisão Dred Scott; no primeiro caso, o congresso limitara o poder de decisão sobre a escravatura nos Territórios Federais; no segundo, a Suprema Corte decidira, dentre outras coisas, que um escravo jamais obteria a cidadania, e que o Congresso não poderia decidir sobre o fim da escravidão em nenhum Estado ou Território. Segundo Lincoln, a construção legal criada por ambos diplomas criou uma situação em que, dentro de pouco tempo, todos os Estados Unidos seriam escravocratas: "Vamos então dormir sobre a mentira e agradavelmente sonhar que o povo do Missouri está prestes a tornar o seu Estado libertário, e vamos em vez disso acordar para a realidade, onde a Suprema Corte fez de Illinois um estado escravocrata." - disse.